# 남덕우 (축구인)
남덕우(한국 한자: 南德宇, 1981년 3월 4일 ~ )은 대한민국의 전 축구 선수이며, 포지션은 공격수였다.